# جولیان زاخاریویچ
جولیان زاخاریویچ (انگلیسی: Julian Oktawian Zachariewicz-Lwigród; ۱۷ ژوئیهٔ ۱۸۳۷ – ۲۷ دسامبر ۱۸۹۸) معمار اهل امپراتوری اتریش بود.